# Edinburgh of the Seven Seas
Edinburgh of the Seven Seas (z ang. „Edynburg Siedmiu Mórz”) – stolica dependencji Tristan da Cunha, położona na wyspie o tej samej nazwie. Administracyjnie podlega kolonii Wyspa Świętej Heleny, Wyspa Wniebowstąpienia i Tristan da Cunha. Miejscowość zamieszkuje 270 osób – cała populacja wyspy i archipelagu Tristan da Cunha. W roku 1961 erupcja wulkaniczna zniszczyła większą część miasta, jednak dwa lata później mieszkańcy zaczęli powracać. Obecnie w Edynburgu znajduje się jedyny w archipelagu szpital, urząd pocztowy i bar. Mieszkańcy mówią o swej miejscowości jako o Osadzie.